# Каракуль (село)
Караку́ль (крим. Qara Kül, до 1945 року — П'ятиозерне, до 2023 року — Совхо́зне/Радгоспне) — село Перекопського району Автономної Республіки Крим. Розташоване на півночі району.

## Назва
Назва походить від кримськотатарського qara — чорний та kül — зола. Колишня українізована російська назва Совхозне від Совхозноє означає Радгоспне, від колективних сільськогосподарських підприємств (радянські господарства) підпорядкованих безпосередньо державі.
12 травня 2016 року постановою Верховної Ради України Совхозне було перейменовано на Каракуль (крим. Qara Kül, Къара Куль) відповідно до вимог закону «Про засудження комуністичного та націонал-соціалістичного (нацистського) тоталітарних режимів в Україні та заборону пропаганди їхньої символіки». Крім того, цією ж постановою назву Красноперекопського району змінено на Перекопський. Постанова набрала чинности у 2023 році.